# Theobald Schwarz
Theobald Schwarz, auch Diebold Schwarz, Nigrinus, Nigri, Niger (* um 1485 in Hagenau oder Straßburg; † 1561 in Straßburg) war ein evangelischer Theologe und Reformator.

## Leben
Diebold Schwarz war in jungen Jahren in den Dominikanerorden eingetreten. Er studierte in Wien und kam dann ins Kloster Stephansfeld bei Brumath. In dieser Zeit muss in ihm eine Wandlung vorgegangen sein. Seit 1523 in Straßburg, wurde er Matthäus Zells Helfer und hat als erster im Straßburger Münster eine deutsche Messe und ein Abendmahl unter beiderlei Gestalt gehalten. Von ihm liegt auch die älteste Niederschrift einer solchen Ordnung vor. Der Rat bestätigte seine Wahl zum Pfarrer von Alt-St. Peter. Dieses Amt hat er über 20 Jahre bekleidet.
1534 lieh ihn Straßburg für neun Monate nach Augsburg aus. 1538 reiste er mit Zell nach Wittenberg, wo er von Martin Luther freundlich aufgenommen wurde. In der Zeit des Augsburger Interims lebte er ohne Amt in Straßburg. Nach Kaspar Hedios Tod übernahm er dessen Pfarramt am Münster, das er dann mit dem an St. Aurelien vertauschte. Er erlebte auch noch die Rückgabe von Alt-St. Peter an die Evangelischen. Als er altershalber die Kanzel nicht mehr hinaufsteigen konnte, trugen ihn Gemeindeglieder im Sessel hinauf.